# Melasina hortatrix
Melasina hortatrix är en fjärilsart som beskrevs av Edward Meyrick 1924. Melasina hortatrix ingår i släktet Melasina och familjen säckspinnare. Inga underarter finns listade i Catalogue of Life.